# Бруно I (граф Брауншвейга)
Бруно I (нем. Brun I. von Braunschweig; ок. 975/985 — ок. 1010/1011) — граф в Дерлингау и Нордтюринггау, граф Брауншвейга.

## Биография
О том, чьим сыном является Бруно, достоверных данных нет. Он происходил из считающегося ветвью династии Людольфингам рода Брунонов, возводящего своё происхождение от герцога Саксонии Бруно. Традиционно Бруно I считается сыном Бруно, графа в Дерлингау, и Хильдесвинды, дочери графа Вихмана II. Однако Андрас Тиле выдвинул другую версию, которая приведена в «Europäische Stammtafeln», где он показан братом графов в Дюффельгау Вихмана III и Экберта, при этом в другой таблице Вихман III показан сыном графа Экберта Одноглазого, происходившего из рода Биллунгов.
Бруно упоминается в «Саксонском анналисте» как граф Брауншвейга (лат. comes de Bruneswic) и как первый муж императрицы Гизелы Швабской. Вероятно его можно идентифицировать с графом Бруно, которого упоминает Титмар Мерзебургский под 990 годом в числе саксонских графов, участвовавших в походе польского князя Мешко I против чешского князя Болеслава II в Силезию. Согласно «Vita Bernwardi» и «Vita Meinwerci», в 1002 году после смерти императора Оттона III Бруно был одним из претендентов на императорский трон. Там он назван с титулом «princeps». Претензии его обосновывались на том, что он был родственником по мужской линии Людольфингов, однако успехом они не увенчались, поскольку против него выступил епископ Хильдесхайма Бернвард, отстаивавший кандидатуру баварского герцога Генриха, который в итоге и был избран императором.
Бруно был убит своим врагом Мило, графом Амменслебена.

## Брак и дети
Жена: с ок. 1003/1005 Гизела Швабская (11 ноября 990 — 16 февраля 1043), дочь Германа II, герцога Швабии, и Герберги Бургундской. Дети:
- Людольф (ок. 1003/1005 — 23 апреля 1038), граф в Дерлингау и Гуддинггау, граф Брауншвейга, маркграф Фрисландии с 1028
- дочь; муж: Тьемо II, граф Формбаха
- Гизела; муж: Бертольд, граф Зандерхаузена

После смерти Бруно Гизела была замужем ещё дважды: с ок. 1012 года за Эрнстом I и за Конрадом II, императором Священной Римской империи.